# Датайола (отец Датарвхарны)
Датайола (Датайола I) — член династии Паратараджей в Парадане.

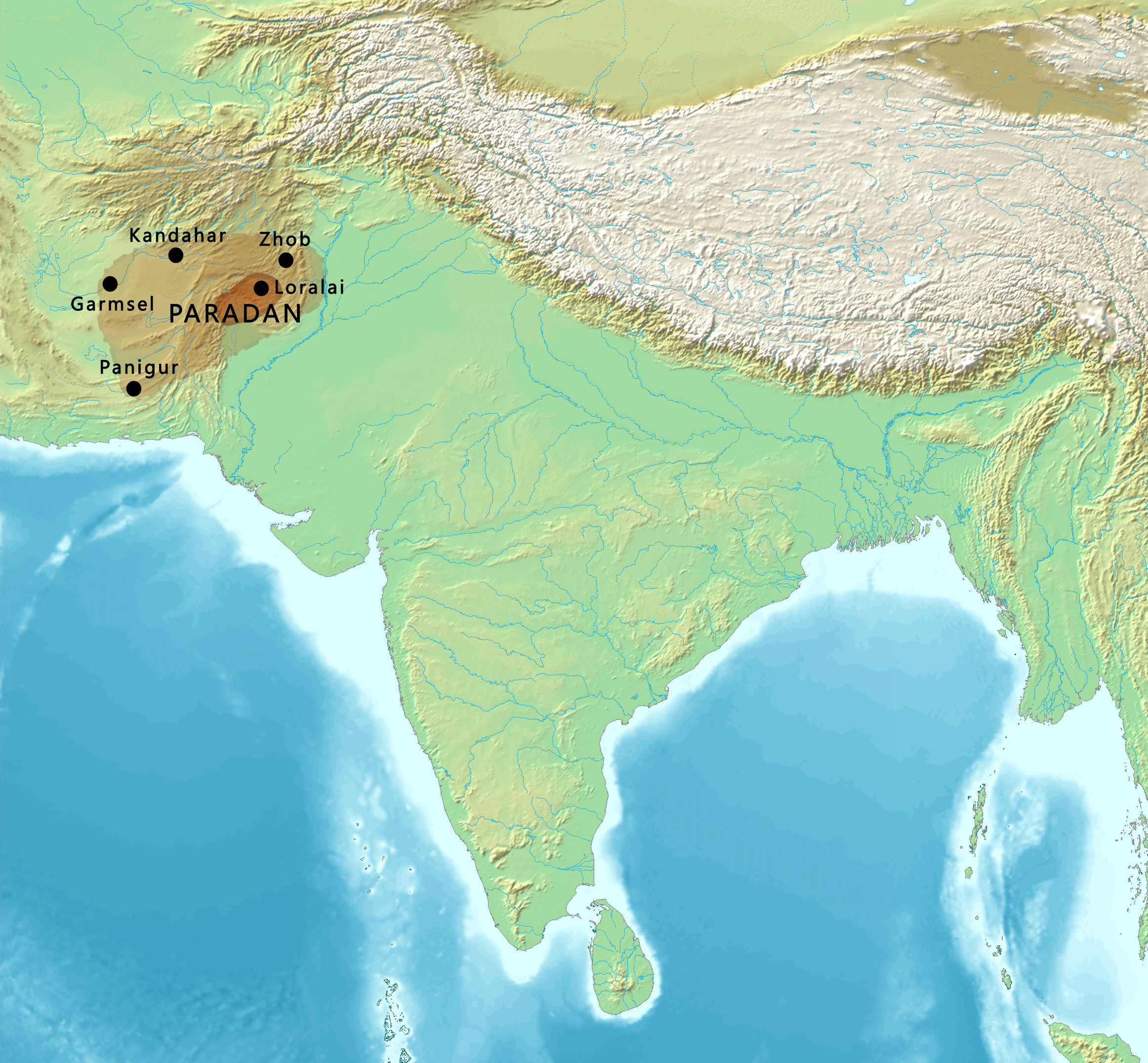
Карта Паратана

По предположению Х. Фалька, имя Датайолы означало «борец за закон». При этом исследователь отметил, что data была, скорее связана с иранским data — «закон», а не с индийским datta — «дающий». По замечанию П. Тэндона, отметившего корень йола, скорее всего, Датайола мог быть сыном Бхимарджуны.
Имя Датайолы приведено на монетах его сына Датарвхарны, властвовавшего в Парадане в конце III или начале IV века. Нумизматический материал самого Датайолы неизвестен, и нет подтверждений, что сам он правил. В честь Датайолы, видимо, был назван его внук, что является нехарактерным для династии Паратараджей, но распространённым в Древнем мире.